# 国民文化研究会
公益社団法人国民文化研究会（こくみんぶんかけんきゅうかい）は、日本の保守系団体。1956年（昭和31年）に発足。1964年（昭和39年）3月に社団法人として認可された。

## 沿革
1938年頃に東京帝国大学の学生であった小田村寅二郎の自由主義教官に対する糾弾（小田村事件）を切っ掛けに旧制専門学校・大学で起こった学風刷新運動の中で誕生した日本学生協会と精神科学研究所が源流。精神科学研究所は当時の政府当局の革新的な経済政策や大東亜戦争の臨戦体制についての不備を鋭く追及していたが、1943年2月、東條英機首相が憲兵隊を使って徹底的な弾圧を実行し、両団体を壊滅に追い込んだ。
戦後の1956年（昭和31年）、かつての日本学生協会のメンバーらが社団法人国民文化研究会を設立。理事長には小田村（当時亜細亜大学教授）が就任した。機関紙は『国民同胞』である。
同会は主な活動として、「日本の良き伝統文化や尊い文化伝統を次代を担う人達へマンツーマンで伝えていく」ことを目的とし、1956年（昭和31年）から毎年8月に「青年学生合宿教室」を開催している
。
また、戦没学徒の遺稿集として有名な『きけ わだつみのこえ』の編集方針（祖国悠久の大義に殉じるという内容の遺書は「好戦的」として排除された）を批判し、1978年（昭和53年）に遺稿集「いのちささげて―戦中学徒・遺詠遺文抄」を編集・刊行した。かつて、日本学生協会は、「国家主義イデオロギー」によって、日本人の素直なる心情が歪曲されることに強く反発したが、戦後の国民文化研究会も、戦後の「反戦平和イデオロギー」によって、同様の過ちが犯されることに再び警鐘を鳴らしたのである。
1999年（平成11年）に小田村寅二郎が死去すると、後任の理事長には上村和男（東海ゴム工業顧問）が選任され、新たに設けられた会長職には小田村の実弟・小田村四郎が就任した。
2006年（平成17年）2月、九州地区の会員相互の研修、情報発信の活性化を目指し福岡事務所を開設。

## 同会出身の著名人
- 東中野修道（亜細亜大学法学部教授）
- 夜久正雄（元亜細亜大学教授[注釈 1]
- 山田輝彦（元福岡教育大学教授）[注釈 1]
- 占部賢志（中村学園大学教育学部教授）
- 八木秀次（麗澤大学経済学部教授）[2]
- ペマ・ギャルポ（拓殖大学国際日本文化研究所教授）
- 濱口和久（拓殖大学地方政治行政研究所附属防災教育研究センター長・特任教授、一般財団法人防災教育推進協会常務理事・事務局長）
- 伊勢雅臣（本名：布施雅義。メールマガジン「国際派日本人養成講座」主宰、作家）
- 江崎道朗 （評論家・現代史研究家） など

以下は故人。
- 小田村寅二郎[注釈 1]
- 小田村四郎[4]
- 小柳陽太郎（元九州造形短期大学教授、元福岡県立修猷館高等学校教諭）[注釈 1]
- 戸田義雄（元國學院大學教授）
- 名越二荒之助（元高千穂商科大学教授）[注釈 1]

## 脚註

### 註釈
1. 1 2 3 4 5 6 7  「国民文化研究会の発足は昭和31年1月であり、その年の8月には第1回の合宿教室が霧島で開催された。当時の名称は「全九州学生青年霧島合同合宿」であった。この時の写真を見ると、小田村寅二郎、夜久正雄、瀬上安正、寶邉正久、加藤敏治、末次祐司、小柳陽太郎、山田輝彦、小縣一也、名越二荒之助ほかの諸先生諸先輩のお顔がある。40歳前後のお歳で今思へばお若かった。その中に私も入ってゐる。」[3]
2. ↑  「昭和３１年から今日まで、５０数年にわたって、戦後教育で忘れ去られた日本の良き伝統文化や、尊い歴史伝統を、次代を担う大学生や若い人達へマンツーマンで伝えていきたいと決意して発足しました。

この理念のもとに、毎年夏に「合宿教室」というセミナーを開催し、日本人としての生き方を問いつつ、誇りをもって生きるよう研鑽を続けております。参加者も延べ１万４千名を越えました。」[1]